# Arrodets-ez-Angles
Arrodets-ez-Angles är en kommun i departementet Hautes-Pyrénées i regionen Occitanien i sydvästra Frankrike. Kommunen ligger i kantonen Lourdes-Est som tillhör arrondissementet Argelès-Gazost. År 2022 hade Arrodets-ez-Angles 113 invånare.

## Befolkningsutveckling
Antalet invånare i kommunen Arrodets-ez-Angles
| Referens: INSEE |